# Lily Aldridge
Lily Maud Aldridge (Los Angeles, 1985. november 15. –) amerikai modell, aki arról a legismertebb, hogy 2010 és 2018 között a Victoria's Secret angyala volt. Ő is szerepel 2014-ben a Sports Illustrated Swimsuit Issue-ban, Chrissy Teigen és Nina Agdal mellett, az 50. évfordulós borítón.

## Családja
Aldridge a Szent János Kórházban született a kaliforniai Santa Monicában. Alan Aldridge angol művész és a hónap Playboy Playmate Laura Lyons lánya. Testvére Saffron Aldridge, aki az 1990-es években Ralph Lauren többéves arca volt; féltestvére Miles Aldridge, aki divatfotós; és nővére Ruby Aldridge.

## Karrier
2009-ben Aldridge részt vett az első Victoria's Secret divatbemutatóján. 2010-ben a Victoria's Secret angyalává vált, és második Victoria's Secret divatbemutatóján is sétált, s ott kapta meg szárnyait.  Sétált a 2009, 2010, 2011, 2012, 2013, 2014, 2015, 2016 és 2017-es divatbemutatókon is.

## Magánélet
Aldridge megismerkedett a Kings of Leon frontemberével, Caleb Followill-lal a Coachella Fesztiválon 2007-ben. Összeházasodtak 2011. május 12-én a San Ysidro Ranchon Montecitóban, Kaliforniában. Született egy lányuk (2012. szeptember) és egy fiuk (2014. szeptember).

## További információ
- Lily Aldridge a Facebookon
- Lily Aldridge a PORT.hu-n (magyarul)
- Lily Aldridge az Internet Movie Database-ben (angolul)
- Lily Aldridge a Rotten Tomatoeson (angolul)